# Rukungiri (district)
Pour les articles homonymes, voir Rukungiri.
Le district de Rukungiri est un district du sud-ouest de l'Ouganda. Sa capitale est Rukungiri.

## Personnalités
- Kizza Besigye, plusieurs fois candidat à l'élection présidentielle ougandaise, est natif du district (1956).